# Descrizione del modo tenuto dal Duca Valentino nell' ammazzare Vitellozzo Vitelli, Oliverotto da Fermo, il Signor Pagalo e il Duca di Gravina Orsini
Een beschrijving van de door Hertog Valentino gebruikte methodes voor het vermoorden van Vitellozzo Vitelli, Oliverotto da Fermo, de Signor Pagolo, en de Hertog van Gravina Orsini (Italiaans: Descrizione del modo tenuto dal Duca Valentino nell' ammazzare Vitellozzo Vitelli, Oliverotto da Fermo, il Signor Pagalo e il Duca di Gravina Orsini) is een werk door de Italiaanse politieke wetenschapper en historicus Niccolò Machiavelli.
Het werk beschrijft de methodes die werden gebruikt door Cesare Borgia om de leden van de Orsini familie te onderdrukken, een prinselijke familie uit Rome tijdens de Italiaanse renaissance. 
Zowel Vitellozzo Vitelli als Oliverotto da Fermo werden gewurgd in de nacht van hun arrestatie op 31 december 1502. 
De alruinwortel · Belfagor · Clizia · Descrizione del modo tenuto dal Duca Valentino nell' ammazzare Vitellozzo Vitelli, Oliverotto da Fermo, il Signor Pagalo e il Duca di Gravina Orsini · Florentijnse geschiedenissen · De krijgskunst · Het leven van Castruccio Castracani · Verhandeling over de hervorming van de Florentijnse staat na de dood van Lorenzo · Verhandelingen over de eerste tien boeken van Titus Livius · De vorst